# Mouseover
Een mouseover en mouse hover (van het Engelse werkwoord 'to hover' dat 'zweven' betekent) zijn begrippen uit de informatica waar computers met een muis bediend worden. De Engelse begrippen drukken uit dat de muisgestuurde aanwijzer zich over een bepaald deel van het beeldscherm beweegt of er zich boven bevindt, bijvoorbeeld daar waar een gemarkeerd woord of een knop is afgebeeld. Op websites zijn dit veelal links en menu-items. De gebeurtenis wordt aan de onderliggende software gemeld, die op basis daarvan een ander deel van het computerprogramma kan uitvoeren. In het geval van CSS kan een link met een mouseover bijvoorbeeld een andere kleur krijgen of kunnen andere aspecten van de opmaak veranderd worden om de gebruiker op het bedienelement attent te maken.